# Ikul
Un ikul o ikula è un coltello o una breve spada dei Kuba della Repubblica Democratica del Congo.

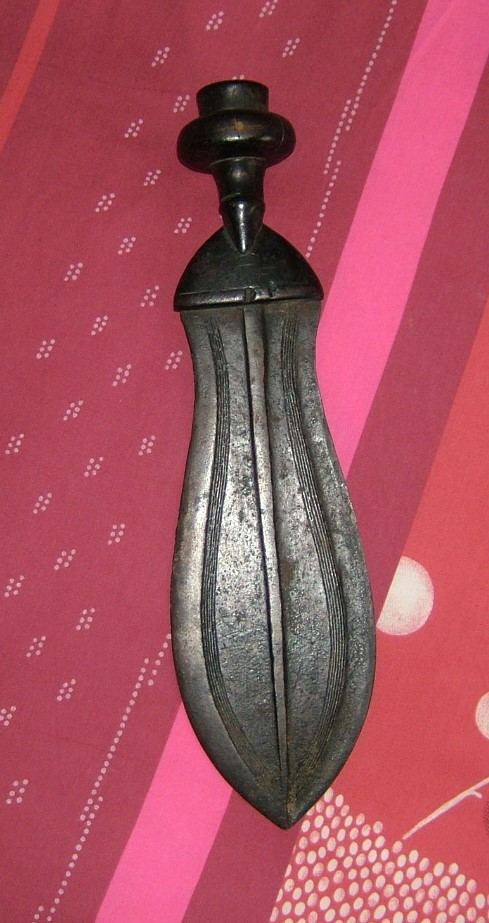
Ikul

L'ikul è costituito da una lama a forma di foglia in ferro o in rame e da un manico in legno rifinito da un bottone rotondo con talvolta intarsi decorativi. La lama presenta spesso una linea centrale e può essere ornata di incisioni. Si tratta di coltelli a scopo cerimoniale, alcuni dei quali costituiti unicamente da legno (manico e lama) e riccamente decorati. Gli Ikul misurano circa 35 centimetri di lunghezza. Secondo la tradizione, il re Shyaam ambul aNgoong avrebbe introdotto l'ikul nel diciassettesimo secolo dopo un lungo periodo di guerra. Il re avrebbe quindi vietato la spada shongo per sostituirlo l'ikul, simbolo di pace.

## Galleria d'immagini

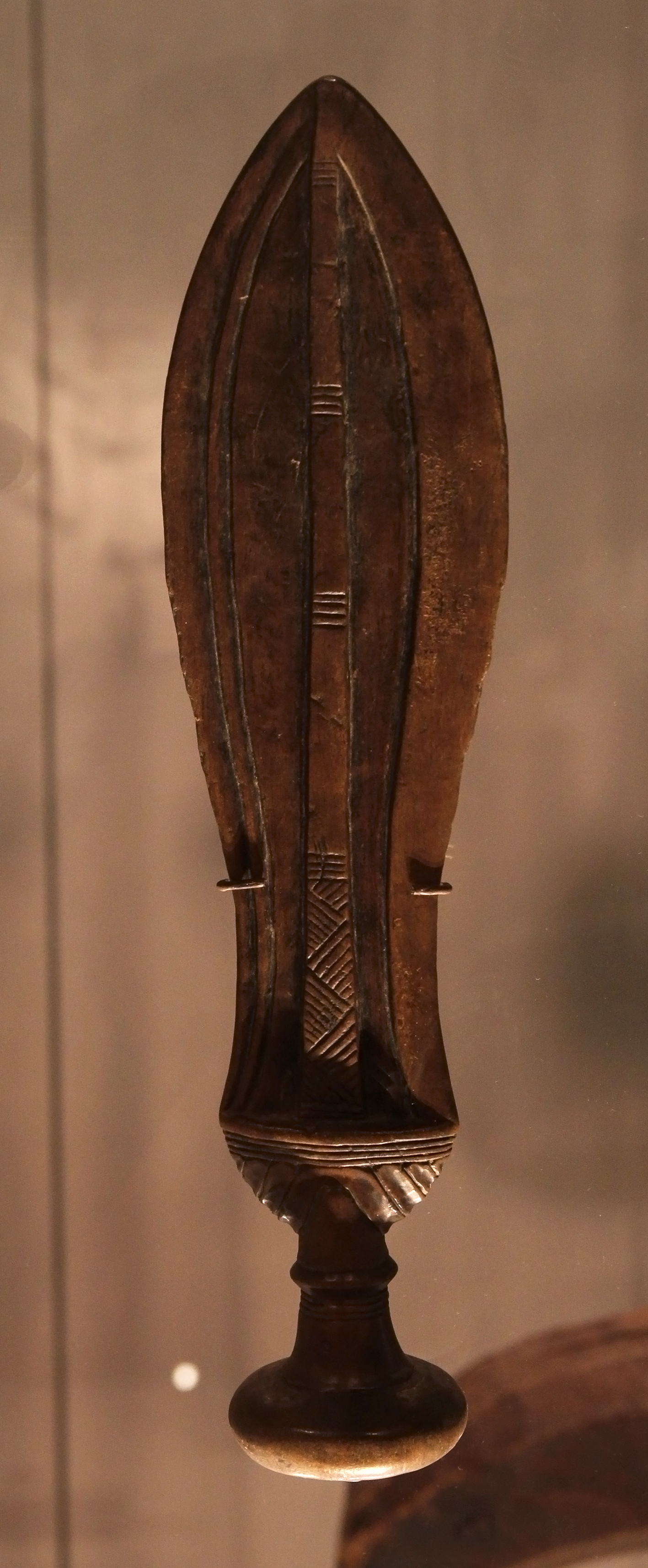
Ikul di legno.
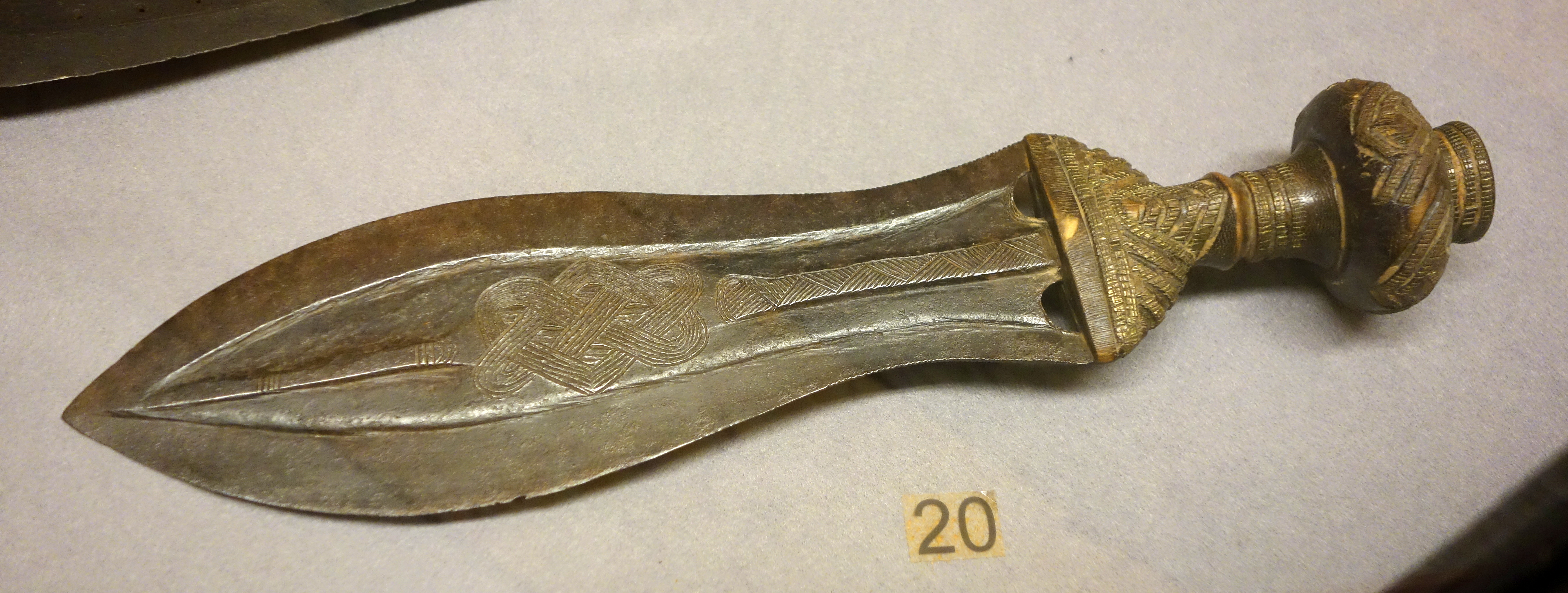
Ikul cerimoniale.
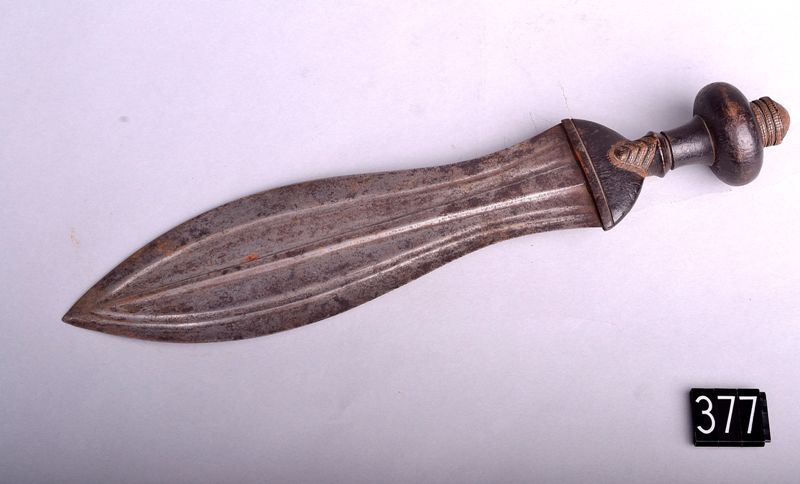
Ikul dei Kuba.
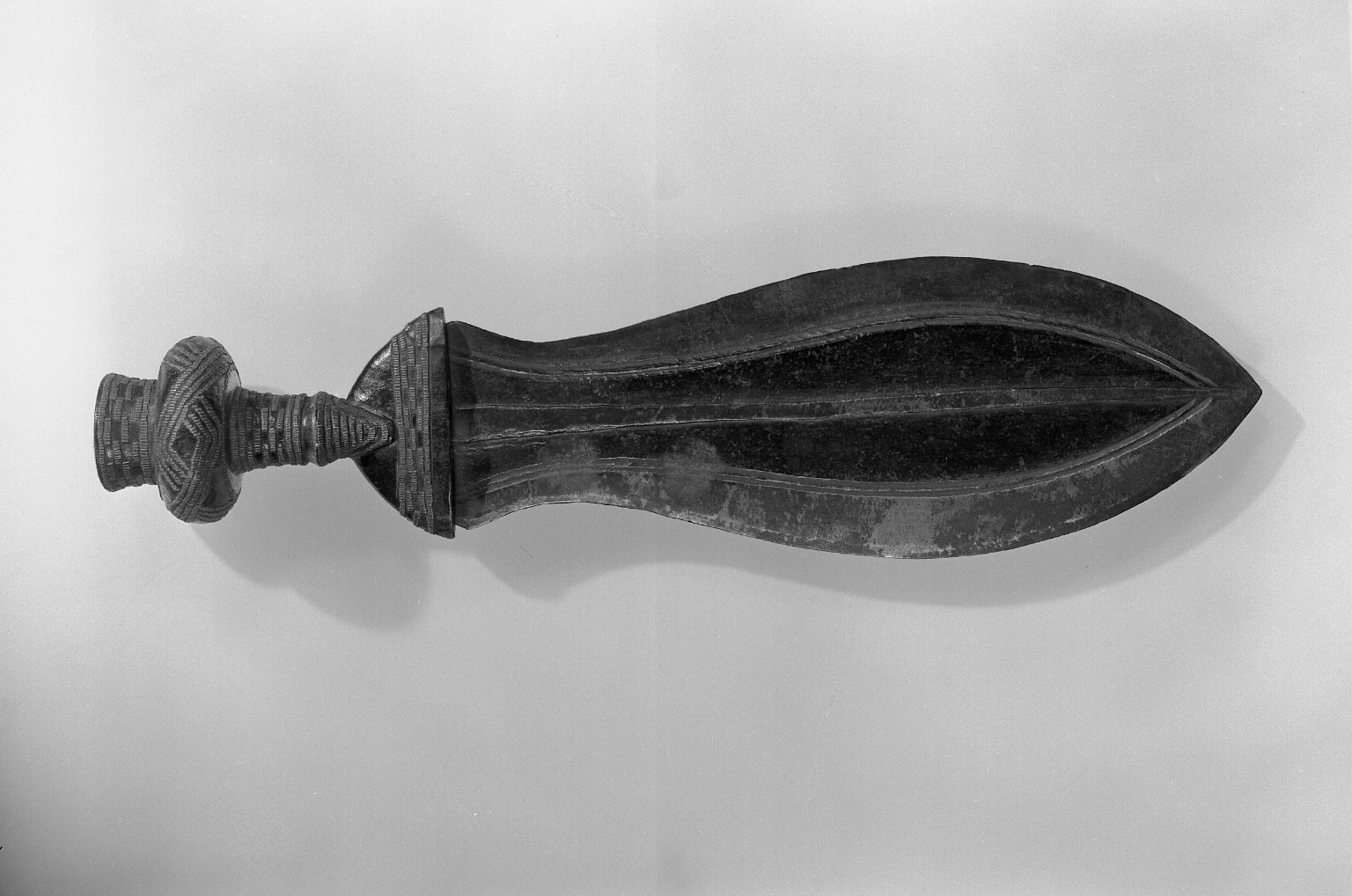
Ikul del Brooklyn Museum.
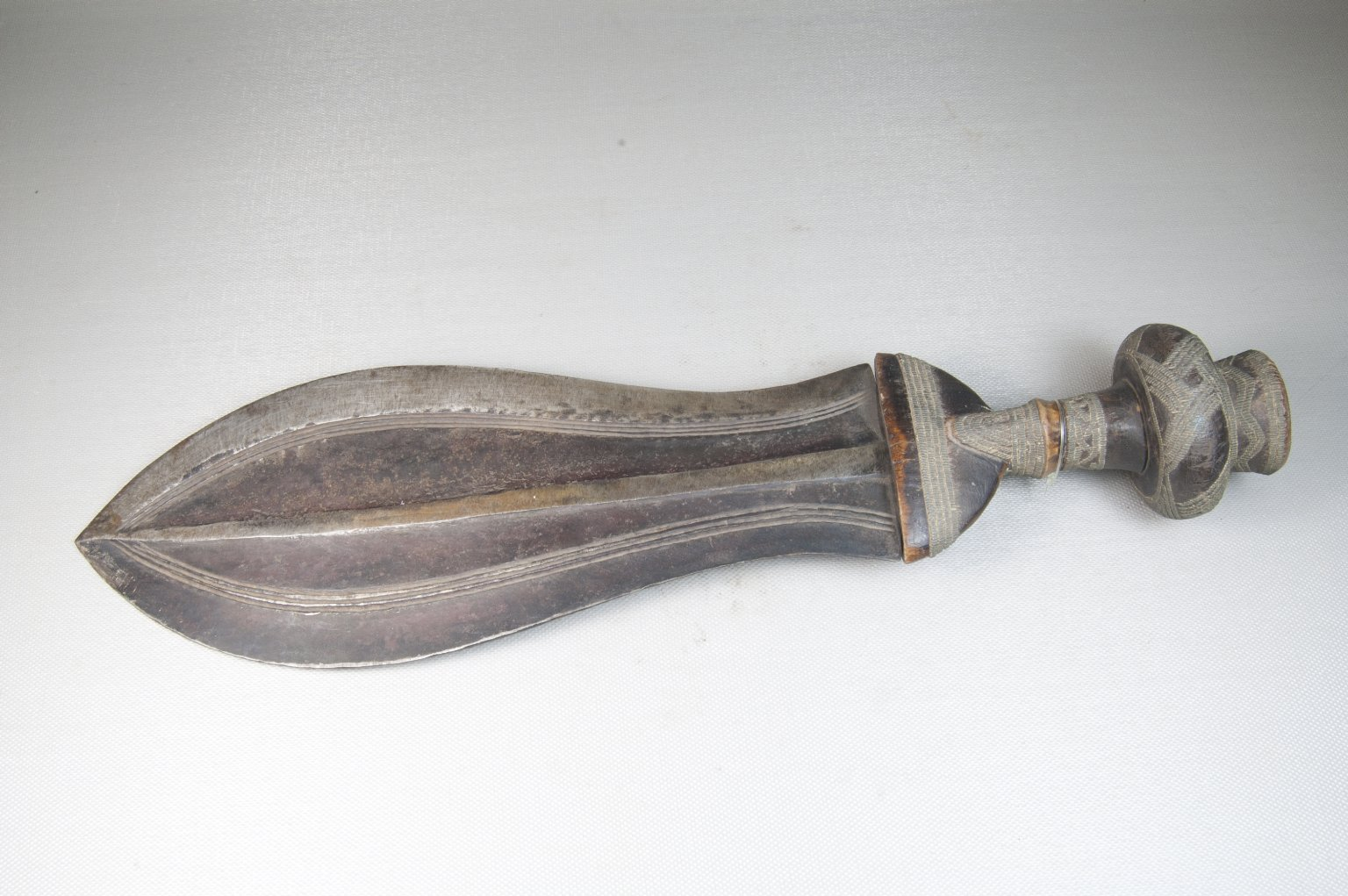
Ikul coltello.